# Love Will Tear Us Apart
«Love Will Tear Us Apart» (с англ. — «Любовь разорвёт нас на части (рассорит нас)») — песня британской рок-группы Joy Division, вышедшая на финальном сингле коллектива. Сингл занял 13-е место в британском хит-параде.
Песня была написана в августе 1979 года и впервые исполнена на концерте в октябре 1979 года. В студии песня записывалась группой три раза: в ноябре 1979 в студии Би-би-си для радиопередачи Джона Пила, в январе 1980 в Pennine Studios и в марте того же года в Strawberry Studios. Две последние версии вышли на оригинальном сингле. В 1995 году на песню вышел ремикс, который вошёл в новое издание сингла (занял 19-е место в хит-параде).
В 2012 году британский музыкальный журнал NME назвал композицию величайшей песней всех времен. В списке 2013 года песня уступила место «Smells Like Teen Spirit» группы Nirvana. В 2004 году песня была внесена в список «500 величайших песен всех времён», где заняла 181 место.

## История

### Предпосылки
«Love Will Tear Us Apart» была написана о непростых отношениях вокалиста группы, Иэна Кёртиса, с его женой Дэборой Вудрафф, на которой он женился в 1975 году. Также на создание сингла повлияла эпилепсия певца, диагноз которой был поставлен в 1979 году, и его постоянный стресс. После на концерте Joy Division в октябре Кертис познакомился с бельгийской журналисткой и музыкальным промоутером Анник Оноре, и у них завязались отношения, которые вызвали ещё больше проблем между Кертисом и Вудрафф. В 2010 году в интервью журналу Focus Оноре сказала, что их любовь была  сексуальной.

### Запись
Группа начала записывать песню 8 января 1980 года в студии Pennie Sound в Олдеме. Звучание походило на то, что они исполняли вживую, но результат не устроил Кёртиса и продюсера Мартина Хэннета. Из-за этого группа в марте собралась в Strawberry Studios, чтобы перезаписать песню. Барабанщик Стивен Моррис в интервью сказал, что запись шла очень трудно. Однажды тому пришлось встать в 4 утра и прийти в студию, после чего Моррис возненавидел данную песню.
Вместе с Joy Division в той же студии была ирландская группа U2, чтобы обсудить с Хэннетом выпуск сингла «11 O’Clock Tick Tock». Вокалист группы Боно заявил, что Кёртис во время записи «действительно вырвался вперед» и совершенно отличался от Кёртиса во время повседневного общения.

## Список композиций
| №  | Название                  | Длительность |
| -- | ------------------------- | ------------ |
| 1. | «Love Will Tear Us Apart» | 3:25         |

| №  | Название                  | Длительность |
| -- | ------------------------- | ------------ |
| 1. | «These Days»              | 3:35         |
| 2. | «Love Will Tear Us Apart» | 3:14         |

## Кавер-версии
- В 1980 году группа из Австрии Chuzpe выпустила свою версию песни. Кавер достиг восьмого места в чарте Ö3 Austria Top 40[18].
- В 1984 году Пол Янг выпустил кавер-версию песни[19].
- В 1988 году американская группа Swans записала кавер-версию песни в двух вариантах.
- Свои версии песни «Love Will Tear Us Apart» записывали The Cure, New Order, Moonspell и многие другие.
- В 2005 году вышел кавер группы Honeyroot[20].
- В 2012 вышел кавер на русском языке группы Ленина Пакет.